# Domenico Sanguigni
Domenico Sanguigni (Terracina, 27 de junho de 1809 – Roma, 20 de novembro de 1882) foi um diplomata e cardeal italiano da Igreja Católica, que representou a Santa Sé no Brasil e em Portugal.

## Biografia
De família importante, recebeu o sacramento da confirmação em 10 de junho de 1815. Seu irmão mais velho, Vincenzo, casou-se com Rosa Antonelli, irmã de Giacomo Antonelli (1847), Cardeal Secretário de Estado do Papa Pio IX. Obteve um doutorado in utroque iuris, tanto em direito canônico quanto em direito civil.
Não se tem informações sobre quando foi ordenado padre. Foi auditor da nunciatura no Reino de Nápoles e auditor da nunciatura em Portugal. Em 23 de janeiro de 1863, foi nomeado pelo Papa Pio IX como Internúncio apostólico no Brasil, onde permaneceu até 30 de março de 1874.
Foi nomeado pelo Papa Pio IX como arcebispo titular de Tarso, em 15 de junho de 1874, sendo consagrado em 23 de agosto, na igreja de Sant'Andrea al Quirinale em Roma, pelo cardeal Alessandro Franchi, prefeito da Sagrada Congregação para a Propagação da Fé, assistido por Pietro Giannelli, secretário da Sagrada Congregação do Concílio, e por Alessandro Sanminiatelli Zabarella, Esmolér privado de Sua Santidade. Foi nomeado núncio apostólico em Portugal em 25 de agosto, permanecendo no ofício até sua elevação como cardeal.
Foi criado cardeal pelo Papa Leão XIII no Consistório de 19 de setembro de 1879, recebendo o barrete vermelho e o título de cardeal-presbítero de Santa Pudenciana em 27 de fevereiro de 1880.
Morreu em 20 de novembro de 1882, em Roma. Foi velado em Santa Pudenziana, onde ocorreu o funeral em 23 de novembro de 1882, celebrado por Pierre-Hector Coullié, bispo de Orléans; no final da cerimônia, o cardeal Camillo Di Pietro, bispo de Ostia e Velletri, decano do Colégio dos Cardeais, concedeu a absolvição final. Os restos mortais do falecido cardeal foram sepultados no Cemitério Campo di Verano.